# Chisindia (rijeka)
Chisindia (Chișindia ili Păiușeni) je rijeka u Rumunjskoj, u županiji Arad, lijeva pritoka rijeke Crișul Alb.
Ulijeva se u Crișul Alb u blizini Berindije. Duljina joj je 21 km, a površina porječja 102 km2.
Pritoke joj je rijeka Ciolt.